# 10330 Дюркгайм
10330 Дюркгайм  (10330 Durkheim) — астероїд головного поясу, відкритий 8 квітня 1991 року.
Тіссеранів параметр щодо Юпітера — 3,420.